# Al-ʿIjliyya
Al-ʿIjliyya (fl. X secolo) è stata una fabbricante di astrolabii araba.

## Biografia
Al-ʿIjliyya era una fabbricante di astrolabi; figlia del fabbricante di astrolabi al-ʿIjlī fu, come il padre, discepola del famoso fabbricante di strumenti scientifici di Bagdhad, Nasṭūlus. Fu attiva alla corte del fondatore dell'Emirato di Aleppo,  Sayf al-Dawla.
L'asteroide della fascia principale 7060 Al-'Ijliya è stato così chiamato in suo onore.